# Franz Binder
Franz Bimbo Binder (1 de diciembre de 1911 en Sankt Pölten, Austria-24 de abril de 1989 en Viena) fue un futbolista y entrenador austriaco.

## Biografía
Binder fue uno de los más prolíficos delanteros austriacos de la historia del fútbol de dicho país y considerado uno de los mejores jugadores de Europa de la época anterior a la Segunda Guerra Mundial. Jugando toda su carrera deportiva en el Rapid de Viena, Binder jugó de 1930 a 1949 en el Rapid, disputando 469 partidos y marcando 613 goles, fue siete veces máximo goleador de la Bundesliga. En toda su carrera llegó a marcar 1.202 goles en 831 partidos.

### Selección de fútbol de Austria
En el fútbol internacional, Binder disputó 19 partidos con Austria marcando 16 goles, tras el Anschluss, Binder continuó jugando integrado en la selección de Alemania donde jugó 9 partidos y marcando 10 goles.

### Entrenador
Tras su retiro de futbolista, Bimbo comenzó a ejercer de entrenador, entrenando a clubes como el 1. FC Núremberg, PSV Eindhoven, 1860 Munich o Rapid de Viena.

## Goles oficiales de Franz Binder y logros como jugador y entrenador

### Goles oficiales de Franz Binder
| Club                | Temporada | Liga (1) | Liga (1) | Copa (2) | Copa (2) | Internacional (3) | Internacional (3) | Total | Total | Media goleadora |
| Club                | Temporada | Goles    | Part.    | Goles    | Part.    | Goles             | Part.             | Goles | Part. | Promedio        |
| ------------------- | --------- | -------- | -------- | -------- | -------- | ----------------- | ----------------- | ----- | ----- | --------------- |
| S. K. Rapid Austria | 1930-1931 | 2        | 1        | 0        | 2        | -                 | -                 | 2     | 3     | 0.67            |
| S. K. Rapid Austria | 1931-1932 | 6        | 8        | 6        | 2        | -                 | -                 | 12    | 10    | 1.20            |
| S. K. Rapid Austria | 1932-1933 | 25       | 20       | 7        | 4        | -                 | -                 | 32    | 24    | 1.33            |
| S. K. Rapid Austria | 1933-1934 | 20       | 22       | 7        | 6        | 6                 | 4                 | 33    | 32    | 1.03            |
| S. K. Rapid Austria | 1934-1935 | 21       | 22       | 16       | 6        | 1                 | 2                 | 38    | 30    | 1.27            |
| S. K. Rapid Austria | 1935-1936 | 17       | 20       | 11       | 7        | 3                 | 2                 | 31    | 29    | 1.07            |
| S. K. Rapid Austria | 1936-1937 | 29       | 22       | 4        | 2        | 13                | 10                | 46    | 34    | 1.35            |
| S. K. Rapid Austria | 1937-1938 | 22       | 17       | 3        | 2        | 19                | 14                | 44    | 33    | 1.33            |
| S. K. Rapid Austria | 1938-1939 | 32       | 18       | 7        | 6        | 11                | 5                 | 50    | 29    | 1.72            |
| S. K. Rapid Austria | 1939-1940 | 32       | 22       | 18       | 7        | 24                | 14                | 74    | 43    | 1.72            |
| S. K. Rapid Austria | 1940-1941 | 38       | 25       | 5        | 6        | 10                | 6                 | 53    | 37    | 1.43            |
| S. K. Rapid Austria | 1941-1942 | 6        | 8        | 5        | 2        | -                 | -                 | 11    | 10    | 1.10            |
| S. K. Rapid Austria | 1942-1943 | 1        | 1        | -        | -        | -                 | -                 | 1     | 1     | 1.00            |
| S. K. Rapid Austria | 1943-1944 | 4        | 2        | -        | -        | -                 | -                 | 4     | 2     | 2.00            |
| S. K. Rapid Austria | 1944-1945 | 0        | 1        | -        | -        | -                 | -                 | 0     | 1     | 0.00            |
| S. K. Rapid Austria | 1945-1946 | 17       | 13       | -        | -        | -                 | -                 | 17    | 13    | 1.31            |
| S. K. Rapid Austria | 1946-1947 | 12       | 15       | 2        | 2        | -                 | -                 | 14    | 17    | 0.82            |
| S. K. Rapid Austria | 1947-1948 | 11       | 17       | 2        | 2        | -                 | -                 | 13    | 19    | 0.68            |
| S. K. Rapid Austria | 1948      | 2        | 6        | -        | -        |                   |                   | 2     | 2     | 1.00            |
| S. K. Rapid Austria | Total     | 297      | 260      | 93       | 52       | 87                | 57                | 477   | 369   | 1.29            |

### 613 goles en 469 partidos oficiales
| Competición           | Goles | Partidos | Promedio |
| --------------------- | ----- | -------- | -------- |
| Liga VAFÖ             | 52+   | 38+      | 1.37+    |
| Primera División      | 297   | 260      | 1.14     |
| Segunda División      | 58+   | 34+      | 1.71+    |
| Copas nacionales      | 93    | 52       | 1.79     |
| Copas internacionales | 87    | 57       | 1.53     |
| Selección             | 26    | 28       | 0.93     |
| Total                 | 613+  | 469+     | 1.31+    |

| Club        | País    | Año         |
| ----------- | ------- | ----------- |
| Rapid Viena | Austria | 1930 - 1949 |

### Entrenador
| Club                | País         | Año         |
| ------------------- | ------------ | ----------- |
| Rapid Viena         | Austria      | 1949 - 1951 |
| SSV Jahn Regensburg | Alemania     | 1952 - 1954 |
| 1. FC Nürnberg      | Alemania     | 1954 - 1955 |
| PSV Eindhoven       | Países Bajos | 1960 - 1962 |
| Rapid Viena         | Austria      | 1962 - 1966 |
| TSV 1860 Múnich     | Alemania     | 1969 - 1970 |
| Rapid Viena         | Austria      | 1975 - 1976 |

## Palmarés

### Campeonatos nacionales
| Título           | Club        | País    | Año  |
| ---------------- | ----------- | ------- | ---- |
| Bundesliga       | Rapid Viena | Austria | 1935 |
| Bundesliga       | Rapid Viena | Austria | 1938 |
| Copa de Alemania | Rapid Viena | Austria | 1938 |
| Bundesliga       | Rapid Viena | Austria | 1946 |
| Copa de Austria  | Rapid Viena | Austria | 1946 |
| Bundesliga       | Rapid Viena | Austria | 1948 |

### Distinciones individuales
| Distinción                                             | Año     |
| ------------------------------------------------------ | ------- |
| Máximo goleador de la Bundesliga de Austria (39 goles) | 1932-33 |
| Máximo goleador de la Bundesliga de Austria (47 goles) | 1936-37 |
| Máximo goleador de la Bundesliga de Austria (28 goles) | 1837-38 |
| Máximo goleador de la Bundesliga de Austria (38 goles) | 1938-39 |
| Máximo goleador de la Bundesliga de Austria (41 goles) | 1939-40 |
| Máximo goleador de la Bundesliga de Austria (63 goles) | 1940-41 |